# Pseudoyersinia kabilica
Pseudoyersinia kabilica är en bönsyrseart som beskrevs av Atilio Lombardo 1986. Pseudoyersinia kabilica ingår i släktet Pseudoyersinia och familjen Mantidae. Inga underarter finns listade i Catalogue of Life.